# Framerville Communal Cemetery
Framerville Communal Cemetery is een begraafplaats gelegen in de Franse plaats Framerville-Rainecourt (Somme). De militaire graven worden onderhouden door de Commonwealth War Graves Commission.
De begraafplaats telt 5 geïdentificeerde Gemenebest graven uit de Eerste Wereldoorlog.